# Марин Понграчич
Марин Понграчич (хорв. Marin Pongračić, нар. 11 вересня 1997, Ландсгут) — німецький і хорватський футболіст, захисник італійського клубу «Фіорентіна» і національної збірної Хорватії.

## Клубна кар'єра
Народився 11 вересня 1997 року в німецькому Ландсгуті в родині вихідців з Хорватії. Вихованець юнацьких команд клубів «Баварія» та «Інгольштадт 04».
У дорослому футболі дебютував 2016 року виступами за другу команду клубу «Мюнхен 1860», наступного року провів декілька матчів за основну команду цього мюнхенського клубу.
Того ж 2017 року перейшов за 1 мільйон євро до австрійського клубу «Ред Булл». Відіграв за команду із Зальцбурга наступні два з половиною сезони своєї ігрової кар'єри.
15 січня 2020 року контракт захисника за 10 мільйонів євро викупив німецький «Вольфсбург». За півтора року, влітку 2021 року, гравця, що так і не став основним у складі «вовків», було віддано в оренду до «Боруссії» (Дортмунд), де він провів один сезон.
Влітку 2022 року був знову відданий в оренду, цього разу до італійського «Лечче».

## Виступи за збірну
Протягом 2017–2018 років залучався до складу молодіжної збірної Хорватії. На молодіжному рівні зіграв у 3 офіційних матчах.
2020 року дебютував в офіційних іграх за національну збірну Хорватії.

## Статистика виступів

### Статистика клубних виступів
Станом на 16 вересня 2022
| Сезон                  | Команда                | Чемпіонат              | Чемпіонат | Чемпіонат | Національний кубок | Національний кубок | Національний кубок | Континентальні кубки | Континентальні кубки | Континентальні кубки | Інші змагання | Інші змагання | Інші змагання | Усього | Усього |
| Сезон                  | Команда                | Ліга                   | Ігор      | Голів     | Ліга               | Ігор               | Голів              | Ліга                 | Ігор                 | Голів                | Ліга          | Ігор          | Голів         | Ігор   | Голів  |
| ---------------------- | ---------------------- | ---------------------- | --------- | --------- | ------------------ | ------------------ | ------------------ | -------------------- | -------------------- | -------------------- | ------------- | ------------- | ------------- | ------ | ------ |
| 2016–17                | «Мюнхен 1860» II       | РЛ                     | 17        | 1         | -                  | -                  | -                  | -                    | -                    | -                    | -             | -             | -             | 17     | 1      |
| apr.-черв. 2017        | «Мюнхен 1860»          | 2БЛ                    | 6+1       | 0         | КН                 | 0                  | 0                  | -                    | -                    | -                    | -             | -             | -             | 7      | 0      |
| 2017–18                | «Ред Булл»             | БЛ                     | 16        | 0         | КА                 | 3                  | 0                  | ЛЧ+ЛЄ                | 0+4                  | 0                    | -             | -             | -             | 23     | 0      |
| 2018–19                | «Ред Булл»             | БЛ                     | 14        | 0         | КА                 | 2                  | 0                  | ЛЧ+ЛЄ                | 4+6                  | 0                    | -             | -             | -             | 26     | 0      |
| 2019-січ. 2020         | «Ред Булл»             | БЛ                     | 5         | 0         | КА                 | 1                  | 0                  | ЛЧ+ЛЄ                | 1+0                  | 0                    | -             | -             | -             | 7      | 0      |
| Усього за «Ред Булл»   | Усього за «Ред Булл»   | Усього за «Ред Булл»   | 35        | 0         |                    | 6                  | 0                  |                      | 15                   | 0                    |               | -             | -             | 56     | 0      |
| січ.-черв. 2020        | «Вольфсбург»           | БЛ                     | 11        | 2         | КН                 | 0                  | 0                  | ЛЄ                   | 1                    | 0                    | -             | -             | -             | 12     | 2      |
| 2020–21                | «Вольфсбург»           | БЛ                     | 10        | 0         | КН                 | 1                  | 0                  | -                    | -                    | -                    | -             | -             | -             | 11     | 0      |
| Усього за «Вольфсбург» | Усього за «Вольфсбург» | Усього за «Вольфсбург» | 21        | 2         |                    | 1                  | 0                  |                      | 1                    | 0                    |               | -             | -             | 23     | 2      |
| 2021–22                | «Боруссія» (Дортмунд)  | БЛ                     | 17        | 0         | КН                 | 1                  | 0                  | ЛЧ+ЛЄ                | 5+0                  | 0                    | -             | -             | -             | 23     | 0      |
| 2022–23                | «Лечче»                | A                      | 3         | 0         | КІ                 | 0                  | 0                  | -                    | -                    | -                    | -             | -             | -             | 3      | 0      |
| Усього за кар'єру      | Усього за кар'єру      | Усього за кар'єру      | 99+1      | 3+0       |                    | 8                  | 0                  |                      | 21                   | 0                    |               | -             | -             | 129    | 3      |

### Статистика виступів за збірну
Станом на 5 вересня 2024 року
| Дата       | Місто               | Господарі  | Результат | Гості              | Турнір                               | Голи | Примітки |
| ---------- | ------------------- | ---------- | --------- | ------------------ | ------------------------------------ | ---- | -------- |
| 11-11-2020 | Стамбул             | Туреччина  | 3 – 3     | Хорватія           | товариський матч                     | -    | 61'      |
| 14-11-2020 | Стокгольм           | Швеція     | 2 – 1     | Хорватія           | Ліга націй УЄФА 2020-2021 - 1-й етап | -    | 77'      |
| 26-3-2022  | Ер-Раян             | Хорватія   | 1 – 1     | Словенія           | товариський матч                     | -    |          |
| 29-3-2022  | Ер-Раян             | Хорватія   | 2 – 1     | Болгарія           | товариський матч                     | -    | 27' 88'  |
| 3-6-2022   | Осієк               | Хорватія   | 0 – 3     | Австрія            | Ліга націй УЄФА 2022-2023 - 1-й етап | -    |          |
| 26-3-2024  | Нова столиця Єгипту | Єгипет     | 2 – 4     | Хорватія           | товариський матч                     | -    |          |
| 3-6-2024   | Рієка               | Хорватія   | 3 – 0     | Північна Македонія | товариський матч                     | -    | 67'      |
| 8-6-2024   | Лісабон             | Португалія | 1 – 2     | Хорватія           | товариський матч                     | -    |          |
| 15-6-2024  | Берлін              | Іспанія    | 3 – 0     | Хорватія           | ЧЄ 2024 - груповий етап              | -    |          |
| 24-6-2024  | Лейпциг             | Хорватія   | 1 – 1     | Італія             | ЧЄ 2024 - груповий етап              | -    | 81'      |
| 5-9-2024   | Лісабон             | Португалія | 2 – 1     | Хорватія           | Ліга націй УЄФА 2024-2025 - 1-й етап | -    | 46'      |
| Усього     |                     | Матчів     | 11        |                    | Голів                                | 0    |          |

| Дата       | Місто    | Господарі | Результат | Гості    | Турнір                             | Голи | Примітки |
| ---------- | -------- | --------- | --------- | -------- | ---------------------------------- | ---- | -------- |
| 31-8-2017  | Кишинів  | Молдова   | 0 – 3     | Хорватія | Кваліфікація молодіжного Євро-2019 | -    | 38'      |
| 4-9-2017   | Гартберг | Австрія   | 1 – 1     | Хорватія | Товариський матч                   | -    | 18'      |
| 15-11-2018 | Бове     | Франція   | 2 – 2     | Хорватія | Товариський матч                   | -    |          |
| Усього     |          | Матчів    | 3         |          | Голів                              | 0    |          |

## Титули і досягнення
- Чемпіон Австрії (2):

«Ред Булл»: 2017-2018, 2018-2019
- Володар Кубка Австрії (1):

«Ред Булл»: 2018-2019